# فرانك باركر داي
فرانك باركر داي (بالإنجليزية: Frank Parker Day)‏ (9 مايو 1881 في كندا - 30 يوليو 1950 في كندا)؛ روائي كندي.